# Sympherobius bifasciatus
Sympherobius bifasciatus är en insektsart som beskrevs av Banks 1911. Sympherobius bifasciatus ingår i släktet Sympherobius och familjen florsländor. Inga underarter finns listade i Catalogue of Life.